# Брузо, Нора Джин
Нора Джин Брузо (англ. Nora Jean Bruso), урождённая Элнора Джин Уоллес (англ. Elnora Jean Wallace); род. 21 июня 1956, Гринвуд, Миссисипи, США) — американская блюзовая певица, автор песен. Номинантка Blues Music Awards в номинациях «Лучший дебют» (2005),  «Исполнительница традиционного блюза/Премия Коко Тейлор» (2005—2009, 2012),  «Альбом традиционного блюза» (2021) . 

## Биография
Элнора Джин Уоллес родилась в Гринвуде, штат Миссисипи в 1956 году, была седьмой из шестнадцати детей в семье издольщика Бобби Ли Уоллеса и Айды Ли Уоллес. Семья была музыкальной, отец исполнял блюз, а мать пела госпел, и Элнора пела с детства. В школе выиграла в вокальном конкурсе талантов West Tallahatchie High School Talent Show, и начала выступать в других школах в районе и окрестностях. В 16 лет родила ребёнка . После окончания учёбы начала работать на хлопкоочистительной фабрике. К тому времени её родители, братья и сёстры уже переехали в Чикаго.  
В 1976 году она тоже переехала в Чикаго, и начала петь в группе Scottie and the Oasis, куда попала случайно, благодаря тёте. С 1982 года, после смерти Пёрвиса Скотта, лидера группы, Нора Джин продолжила выступать с другими группами и в 1982 году записала дебютный сингл Untrue Lover на собственном лейбле Джимми Доукинса.  В 1985 году присоединилась к группе Джимми Доукинса, записала вокал в одном из треков альбома Докинза Feel the Blues (1985) и в двух треках альбома Kant Sheck Dees Bluze (1992) под именем Нора Джин Уоллес. В составе группы Доукинса выступала на Чикагском фестивале блюза в 1989 году. 
В 1992 году она оставила музыкальную индустрию, чтобы вырастить двух сыновей, но почти десять лет спустя снова вернулась в студию звукозаписи по предложению Вилли Кента помочь Билли Флинну, другому участнику группы поддержки Доукинса в его релизе. Брусо записала четыре вокальных трека для альбома Флинна Blues and Love (2002), и в том же году снова появилась в качестве бэк-вокалистки с Доукинсом на Чикагском фестивале блюза. В 2002 году вышла замуж за Марка Брусо. Позже в том же году она записала дебютный альбом Nora Jean Bruso Sings the Blues, который был выпущен в 2003 году компанией Red Hurricane Records. Альбом получил награду «Keeping the Blues Alive» от Ассоциации афроамериканской истории в Чикаго. Певица снова выступила на Чикагском фестивале блюза 2003 года, на этот раз под своим именем, и затем гастролировала по Европе. В 2004 году она выпустила альбом Going Back to Mississippi, в составе её группы входил в том числе гитарист Карл Уэзерсби. Альбом достиг пятого места в радиочарте Living Blues и первого места на спутниковом радио XM, и был номинирован на Blues Music Awards в номинации «Лучший дебют», а сама певица в номинации «Исполнительница традиционного блюза». В июне 2004 года Нора Джин выступила на главной сцене Чикагского блюзового фестиваля со своей собственной группой. В 2006 году певица развелась с Марком Брусо, который был её бизнес-менеджером и даже записал бэк-вокал в альбоме, и с тех пор работала как Нора Джин Уоллес или Нора Джин . 
В дальнейшем певица много гастролировала, включая выступления на King Biscuit Blues Festival, Rawa Blues Festival, Notodden Blues Festival, Briggs Farm Blues Festival, Cape May Jazz Festival и Pocono Blues Festival. Она снова появилась на Чикагском блюзовом фестивале в 2011 году. В 2011 году Chicago Sun-Times отметила, что её сотрудничество с Литтл Бобби в альбоме Good Blues "… помогло Норе Джин получить её седьмую номинацию на премию Blues Music Award в категории «Лучшая исполнительница традиционного блюза». Записывалась с такими музыкантами, как Пайнтоп Перкинс (2008), Торонзо Кэннон (2019), Боб Корритор (2024).
Однако певице пришлось начать работать водителем школьного автобуса чтобы свести концы с концами, получая лишь редкие концерты. К 2015 году положение улучшилось, но Нора Джин была вынуждена уехать в Миссисипи ухаживать за больной матерью и вернулась в Иллинойс лишь в 2017 году, начав регулярные выступления в клубе Kingston Mines. 
В 2020 году певица выпустила свой последний альбом Blues Woman под именем Нора Джин, записанный с несколькими участниками The Fabulous Thunderbirds (студийными музыкантами Severn Records), барабанщиком Робом Ступкой и гостем Кимом Уилсоном  .
Нора Джин живёт в Ла-Порте, штат Индиана. 
Коко Тейлор однажды заметила: «Нора Джин звучит так же, как я, когда мне было столько же лет. Она одна из новых восходящих женщин, которые поют настоящий блюз. Я знаю, что она добьётся успеха» 

## Дискография
| Год  | Название                        | Лейбл                 |
| ---- | ------------------------------- | --------------------- |
| 2003 | Nora Jean Bruso Sings the Blues | Red Hurricane Records |
| 2004 | Going Back to Mississippi       | Severn Records        |
| 2020 | Blues Woman                     | Severn Records        |